# Лунное затмение 14 марта 2025 года
Полное лунное затмение произошло в пятницу, 14 марта 2025 года, когда Луна находилась в нисходящем узле своей орбиты. Лунное затмение возникает, когда Луна входит в тень от Земли. Полное затмение происходит, когда вся видимая сторона Луны полностью оказывается в тени.
В отличие от полного солнечного затмения, которое можно наблюдать только с относительно небольшой территории, лунное затмение видно из любой части Земли, где в это время темная часть суток. Поскольку тень Луны значительно меньше, чем тень Земли, полное лунное затмение длится значительно дольше (до двух часов), чем полное солнечное затмение (максимум несколько минут, если наблюдать с определённого конкретного места).
Затмение произошло примерно за 3,3 дня до апогея (17 марта 2025 в 12:35 UTC), поэтому видимый диаметр Луны был несколько меньше.

## Видимость
Затмение было полностью видимо над Северной и Южной Америкой, его начало можно было наблюдать над Австралией и северо-восточной Азией, а окончание над Африкой и Европой.

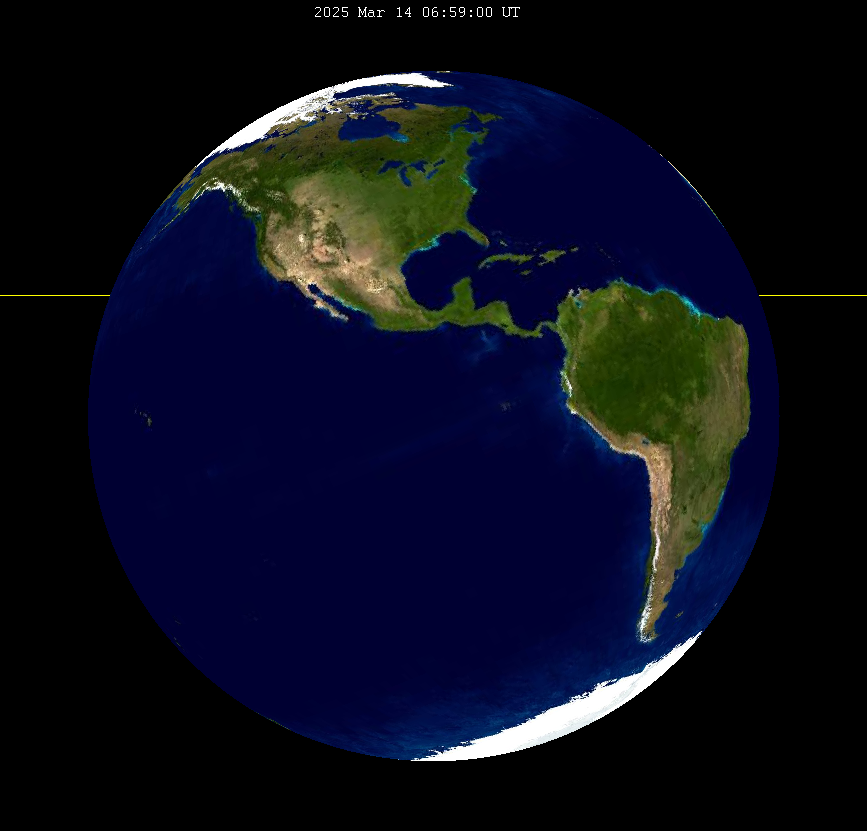
Симулированный вид на Землю с Луны
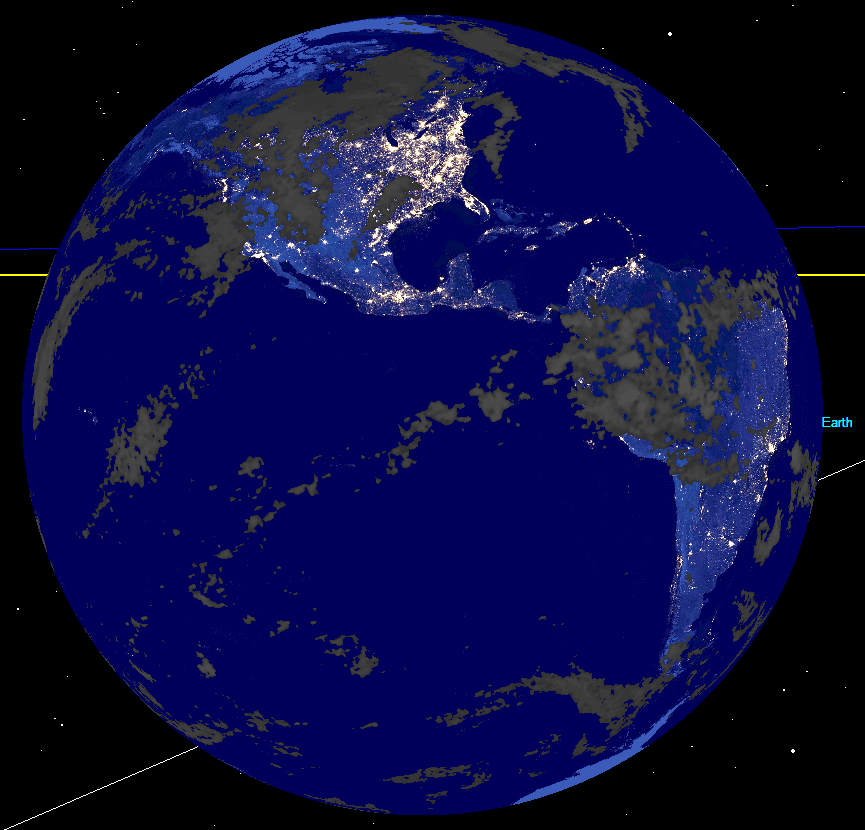
Симулированный вид на Землю с облаками
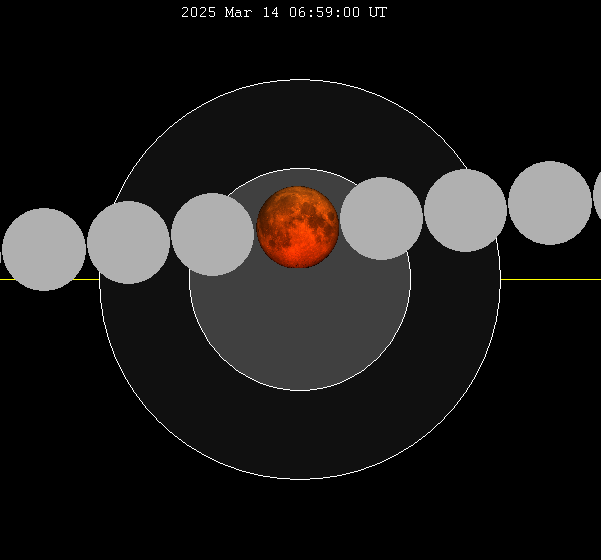
График движения Луны через тень от Земли во время полного лунного затмения

### Наблюдение с Луны
В то время пока на Земле наблюдается лунное затмение, на самой Луне происходит солнечное. Находившийся там с двухнедельной миссией посадочный модуль Blue Ghost компании Firefly Aerospace впервые в истории сделал снимки полного солнечного затмения с поверхности Луны. Кадры, полученные в районе лунного Моря Кризисов, запечатлели момент выхода Солнца из полной фазы затмения, когда Земля закрывала светило и отбрасывала тень на лунный ландшафт.

## Галерея

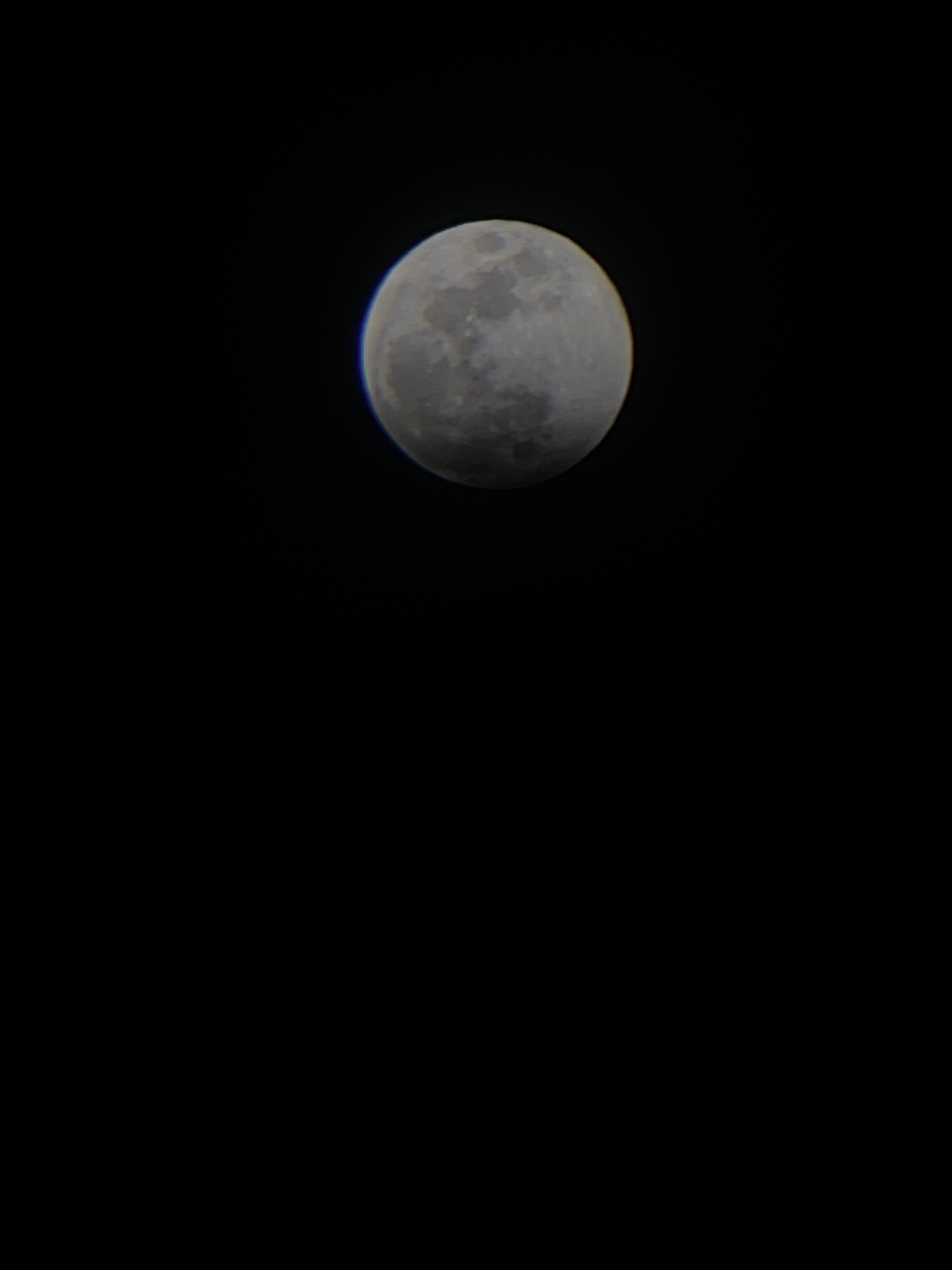
Пенумбральное затмение, Мексикали, Мексика, 5:05 UTC
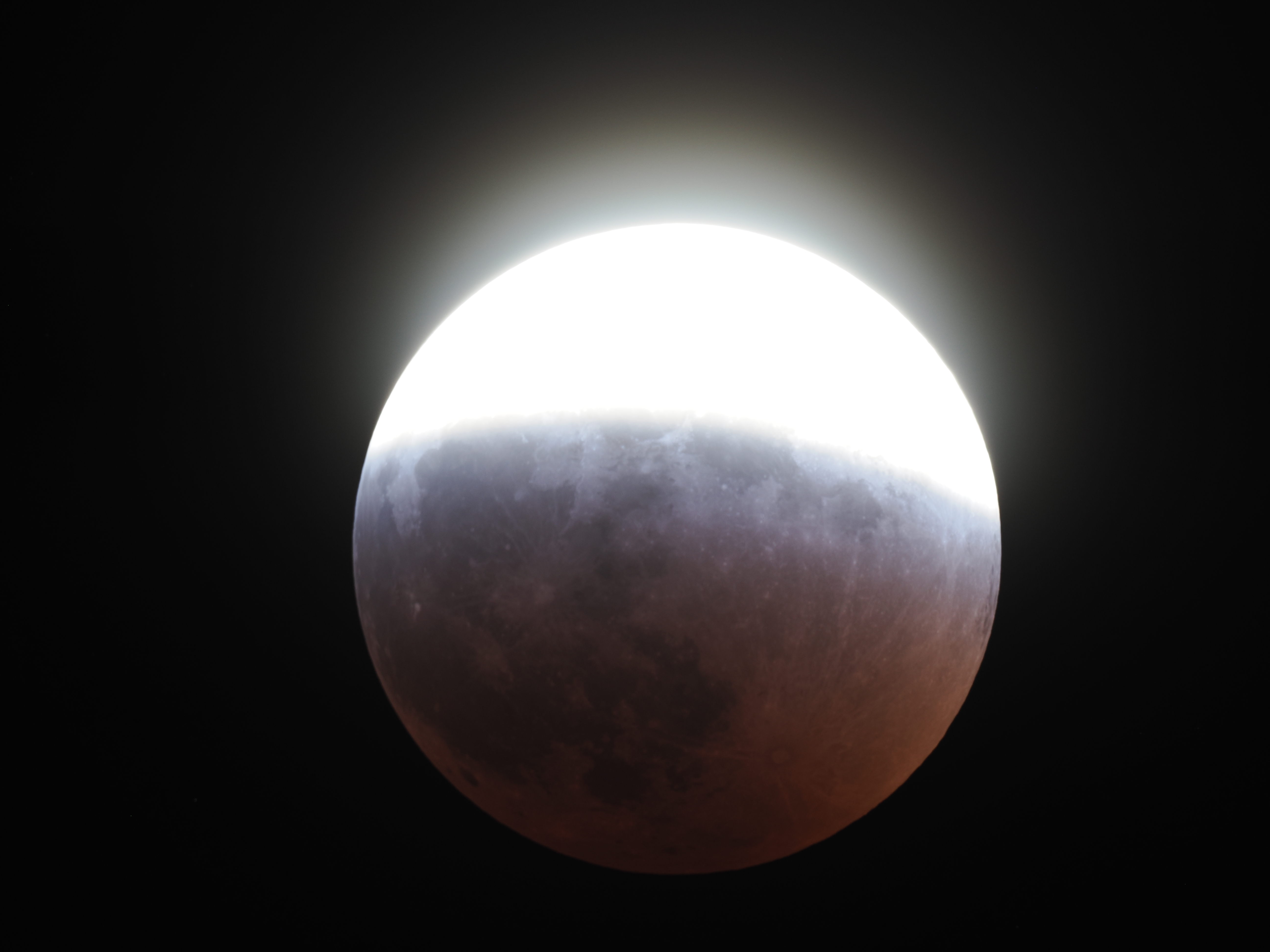
Переэкспонированное фото частично затемнённой Луны
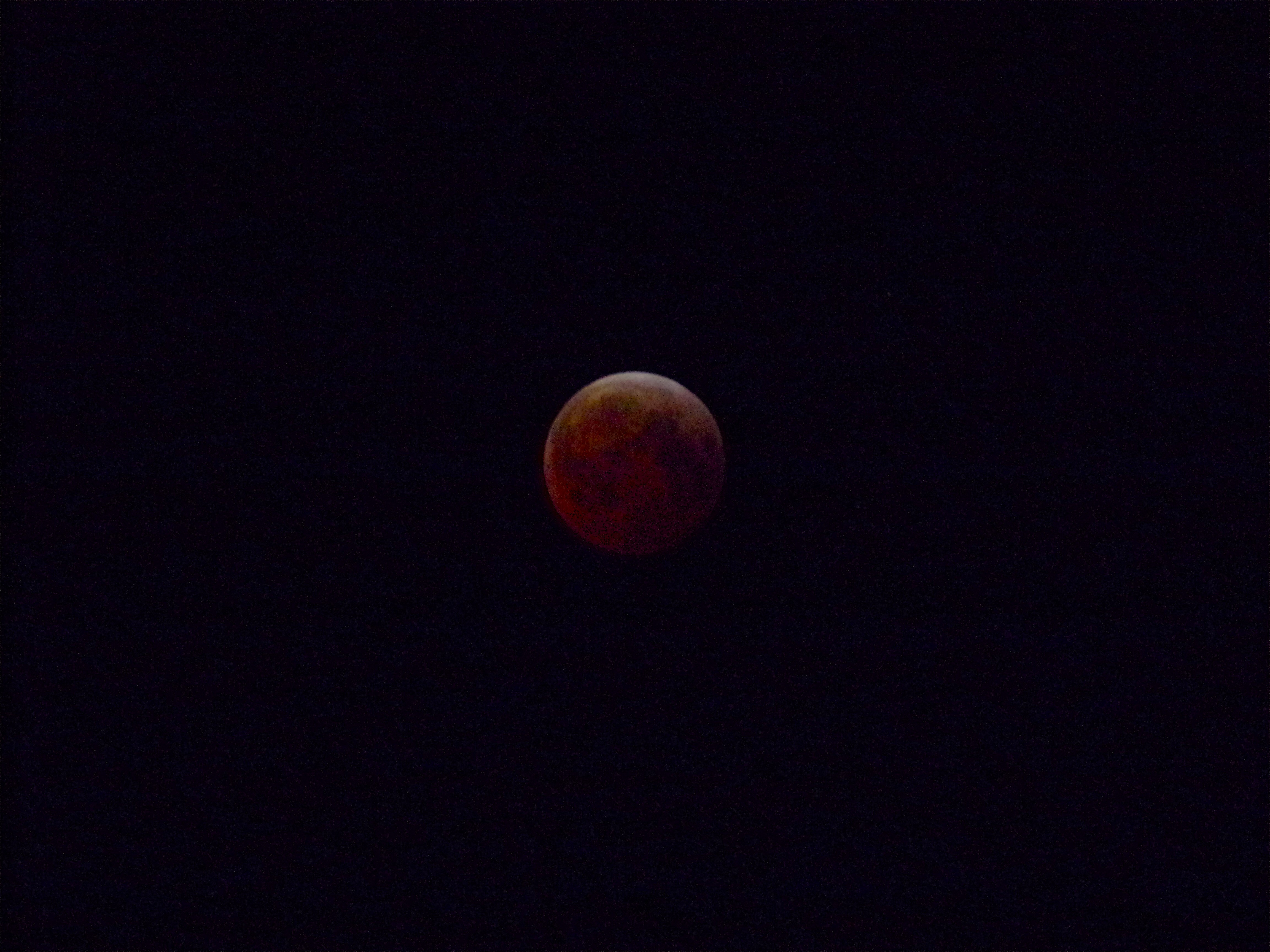
Вид из Ньюберри, Южная Каролина, США
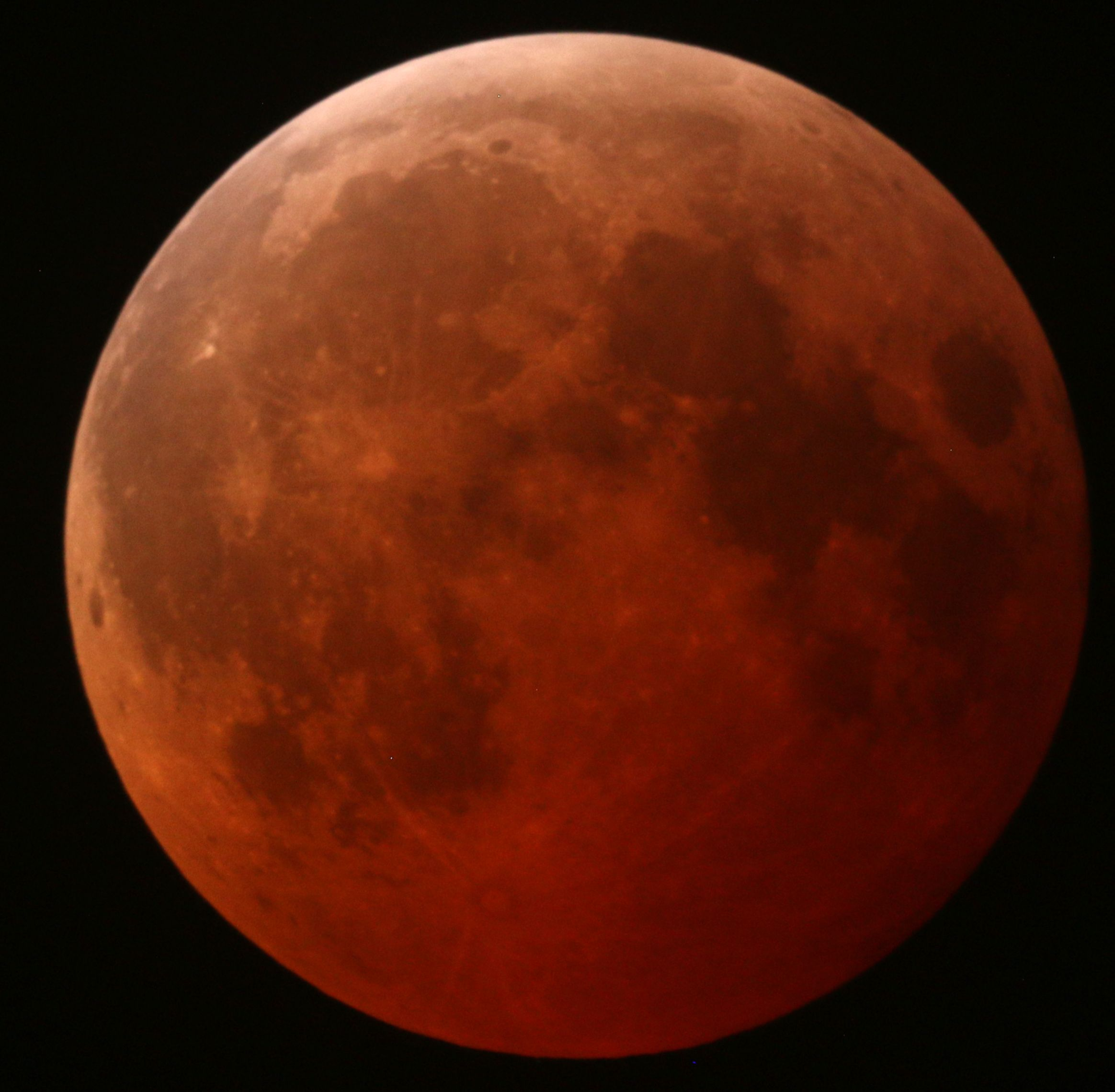
Середина затмения, Миннеаполис, 7:18 UTC
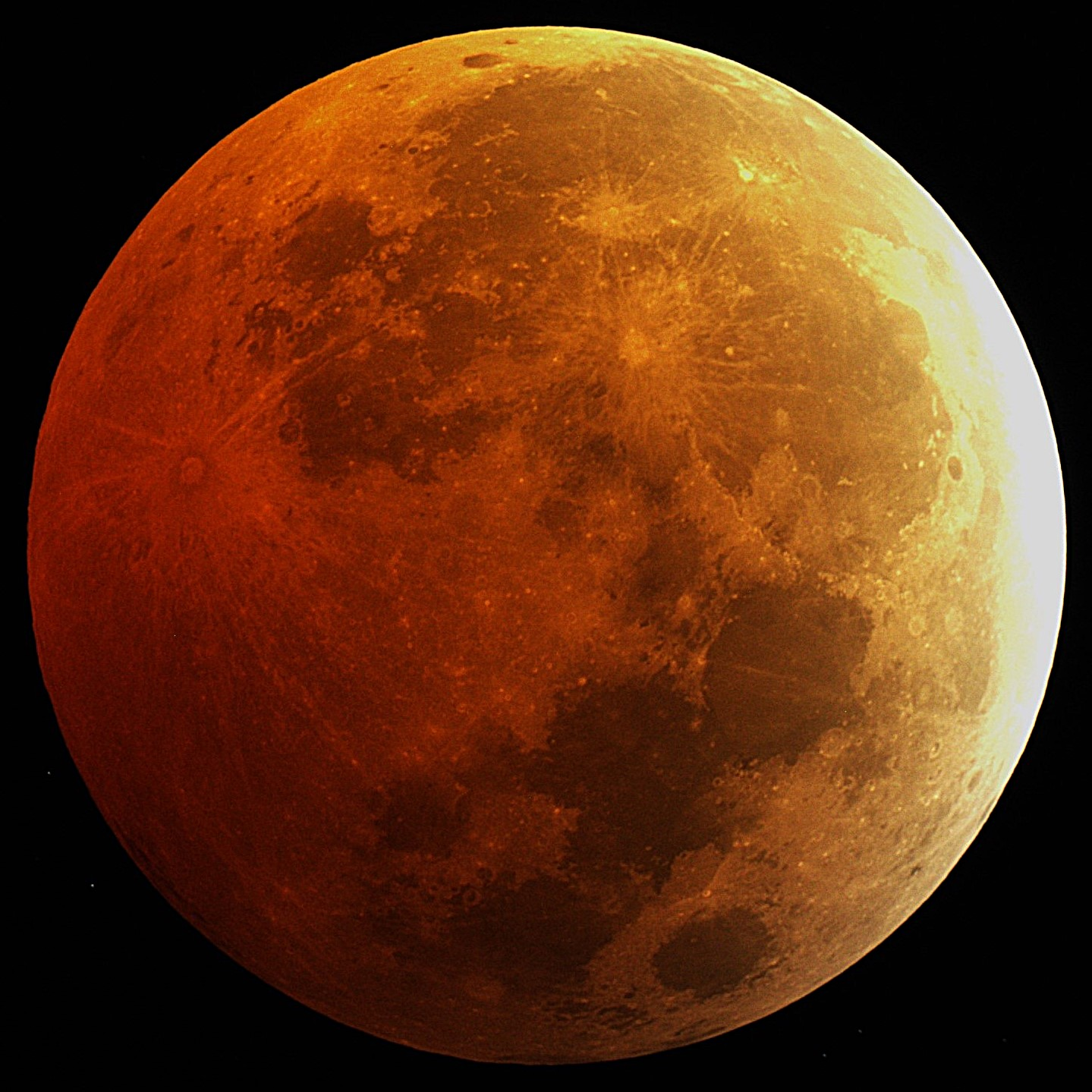
Полное затмение в Мар-дель-Плата, Аргентина, 7:20 UTC
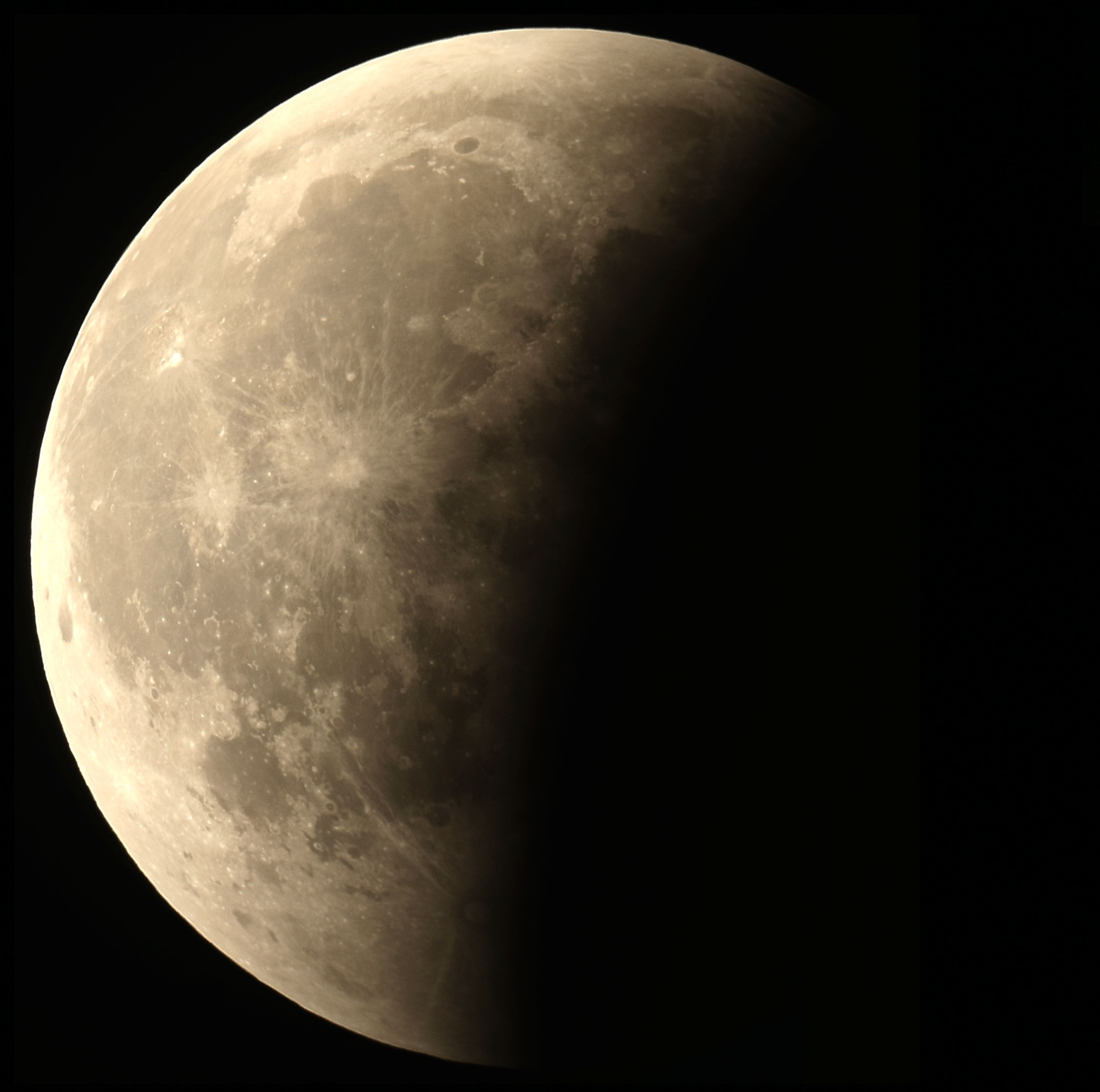
Частное лунное затмение после полного затмения, Миннеаполис, 8:13 UTC